# Vita privata di Leonardo da Vinci

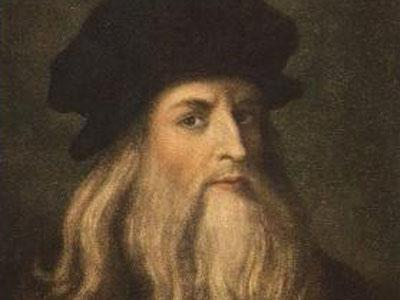
Leonardo da Vinci.

La vita privata di Leonardo da Vinci,(15 aprile 1452 - 2 maggio 1519) è un tema che ha suscitato interesse, indagini e ricerche speculative già pochi anni dopo la morte. Leonardo è stato considerato come uno dei maggiori archetipi dell'uomo universale caratteristico del Rinascimento, descritto dal biografo Giorgio Vasari come avente qualità trascendenti la stessa Natura e di essere "meravigliosamente dotato di bellezza, grazia e talento in abbondanza".
L'interesse e la curiosità riguardanti la sua vita ha continuato senza sosta per cinque secoli fino ai giorni nostri; descrizioni moderne e analisi particolareggiate del personaggio di Leonardo, i suoi desideri, preferenze, simpatie e comportamenti intimi si basano su varie fonti: documenti che lo riguardano, biografie, i diari che egli stesso ha redatto, i suoi dipinti e disegni, le persone che sono state a lui vicine e i commenti che sono stati fatti nei suoi riguardi dai contemporanei.

## Introduzione biografica

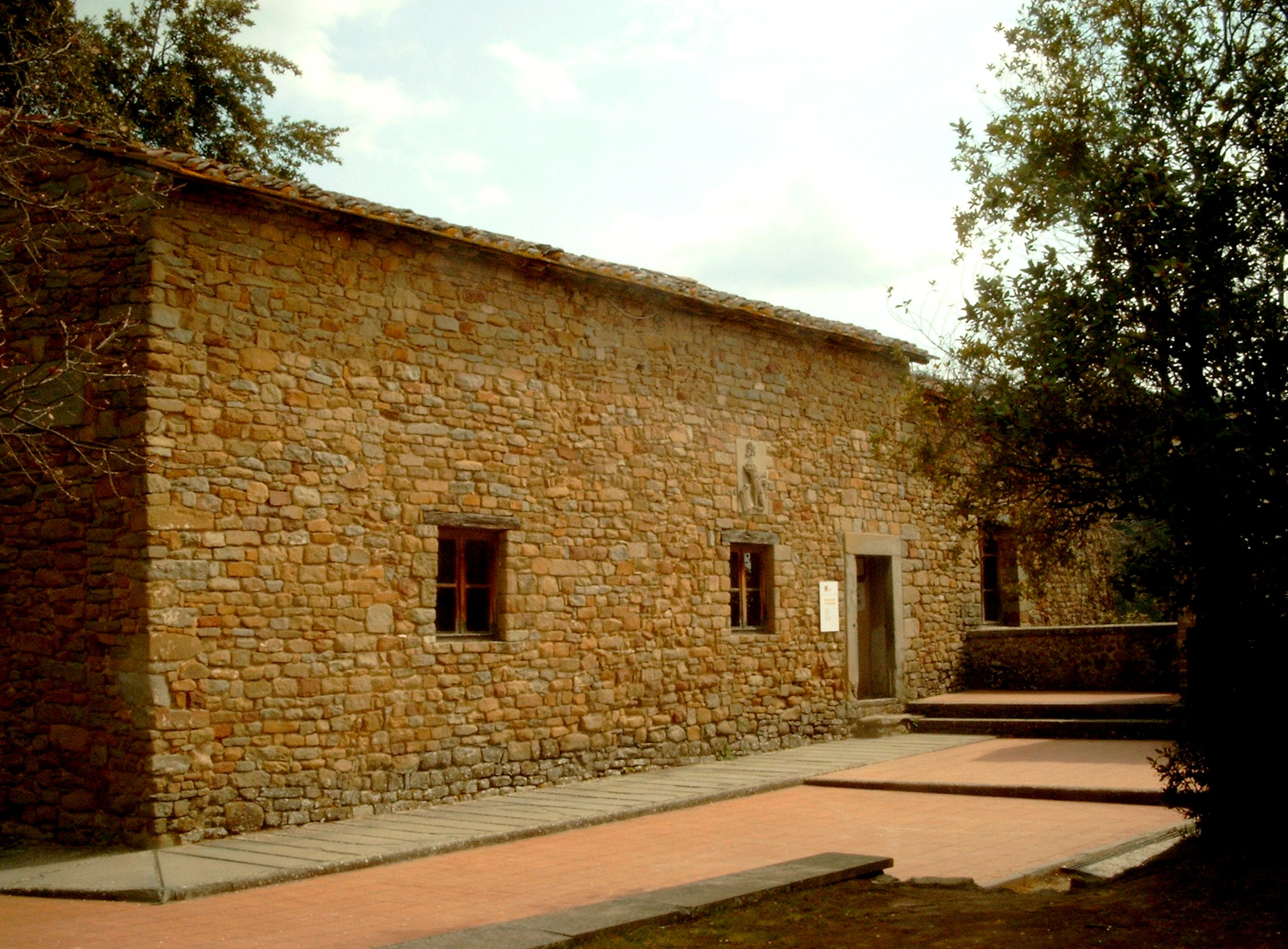
Casa natale di Leonardo, situata lungo Via di Anchiano, 3 km a nord di Vinci, Toscana.

Leonardo nacque il 15 aprile 1452 "alla terza ora della notte" nella cittadina collinare di Vinci in Toscana, nella bassa valle del fiume Arno in quello che era allora territorio della Repubblica fiorentina.
Figlio naturale del ricco gentiluomo Piero da Vinci, un notaio, e di Caterina, una contadina (non si sa bene se del luogo o meno). 
Trascorre i suoi primi cinque anni di vita nella borgata di Anchiano in casa della madre, per poi trasferirsi direttamente nella cittadina di Vinci in quella del padre, dei nonni e dello zio. Piero intanto aveva sposato una ragazza sedicenne di nome Albiera, ma si maritò in totale quattro volte avendo figli dalla terza e dalla quarta moglie: Leonardo si ritrovò così ad avere ben dodici fratellastri.
A partire dall'età di quattordici anni (secondo Vasari ad appena dieci) fu apprendista del pittore Andrea del Verrocchio, in qualità di lavoratore subordinato di bottega. Durante il periodo passato lì incontrò molti degli artisti più importanti che lavoravano a Firenze nella seconda metà del XV secolo, tra cui Sandro Botticelli, Domenico Ghirlandaio e Pietro Perugino.
Leonardo ha anche aiutato il Verrocchio a dipingere il suo Battesimo di Cristo, completato intorno al 1475; secondo quanto ne dice Vasari il vecchio maestro, vedendo la sublime bellezza dell'angelo che il suo giovane allievo aveva appena finito di dipingere, rinunciò da quel momento in poi ai pennelli, rendendosi conto che non sarebbe mai più riuscito ad eguagliarlo.
Firenze era in quel momento una repubblica, ma la città era sempre più sotto l'influenza di una sola famiglia di potenti, i Medici. Nel 1481 ebbe una commissione importante da parte di Lorenzo de' Medici detto "il Magnifico"; il dipinto di una grande pala d'altare per la chiesa di San Donato a Scopeto denominata Adorazione dei Magi; l'opera però, dopo esser stata avviata, non venne mai completata.

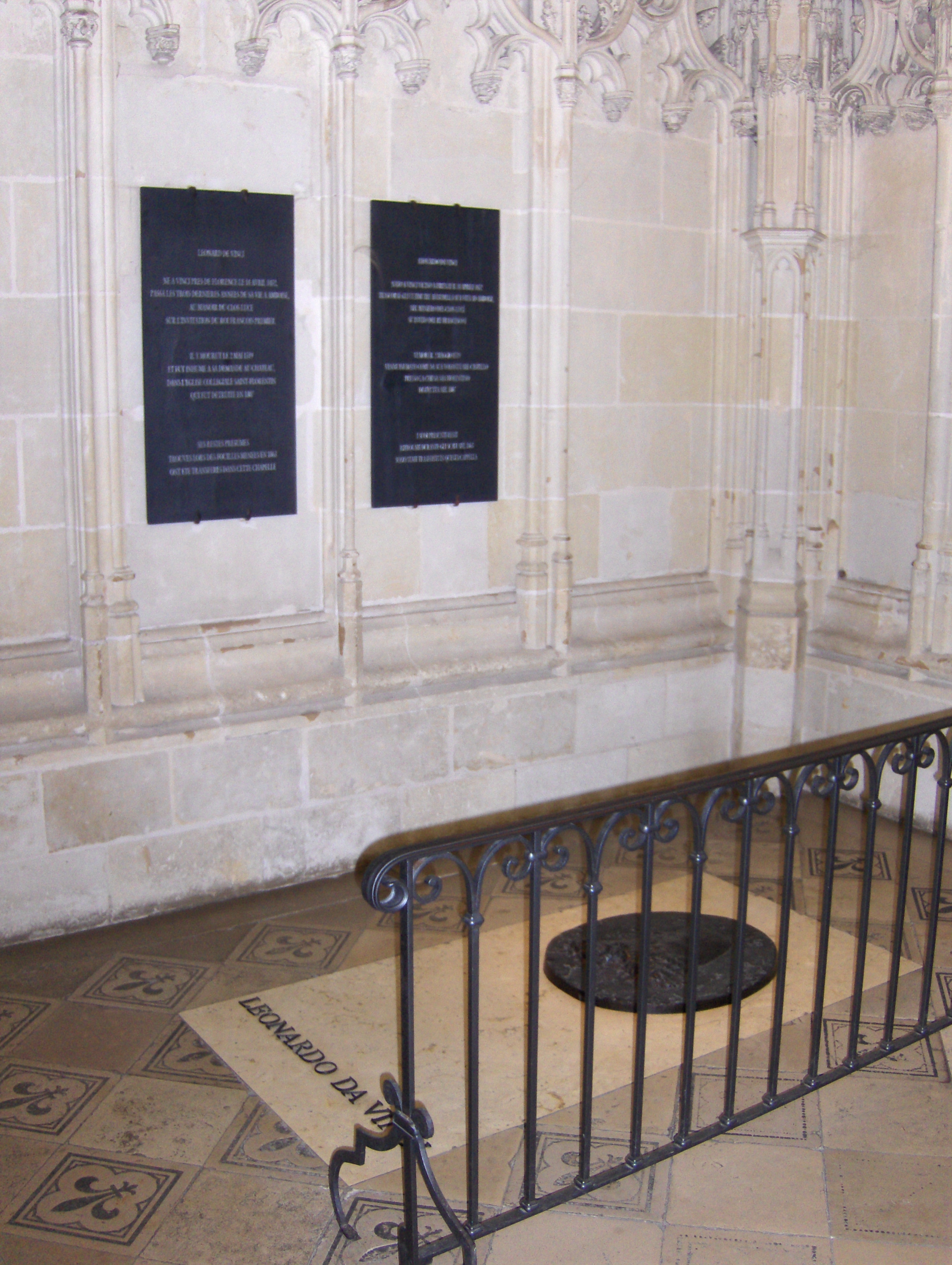
Castello di Amboise, la tomba.

Lasciata Firenze si recò a Milano per presentarsi al sovrano reggente Ludovico Sforza, portando con sé un dono da consegnargli e offerto dal Magnifico; rimase così impiegato dal signore milanese, dal 1482 al 1499, anni durante i quali creò alcune tra le sue opere più importanti, dalla Vergine delle Rocce (Parigi) all'Ultima cena, insieme ad un enorme modello di cavallo per un monumento equestre che non venne poi mai realizzato.
Gli altri eventi importanti durante questo periodo sono stati: l'arrivo nel suo studio, nel 1490, di un bambino di dieci anni di nome Gian Giacomo Caprotti (Salaì), ed il matrimonio di Ludovico con Beatrice d'Este avvenuto nel 1491 e per il quale organizzò le celebrazioni. Quando Milano fu invasa dai francesi nel 1499, Leonardo va a trascorrere qualche tempo a Mantova (dicembre 1499) e poi anche a Venezia, prima di ritornare a Firenze.
Nella capitale toscana visse presso la sede della comunità dei Servi di Maria e qui prepara il primo modello per la futura Sant'Anna, la Vergine e il Bambino con l'agnellino; ci viene riferito che ricevette anche un incarico da parte di Luigi XII di Francia. Nel 1502 entra per un periodo a servizio di Cesare Borgia, detto "il Valentino", figlio del papa Alessandro VI e fratello di Lucrezia Borgia. Tra il 1506 e il 1513 Leonardo torna a Milano ove rimane per la maggior parte del tempo.
Nel 1507 il quattordicenne Francesco Melzi si unì alla sua bottega come apprendista, rimanendogli poi fedelmente accanto fino alla morte. Tra il 1513 e il 1514 Leonardo lascia di nuovo Milano e si reca a Roma; infine, tre anni dopo, si reca oltralpe come pittore di corte del re Francesco I di Francia. Il sovrano gli concesse l'usufrutto del maniero di Clos-Lucé da utilizzare come abitazione e lo guardò sempre con estrema stima ed ammirazione.
Si dice anche che il re francese si sia voluto tenere la testa del grande genio, dopo che questi morì: è sepolto ancor oggi nella cappella di Saint-Hubert, adiacente al castello di Amboise sulla Loira.

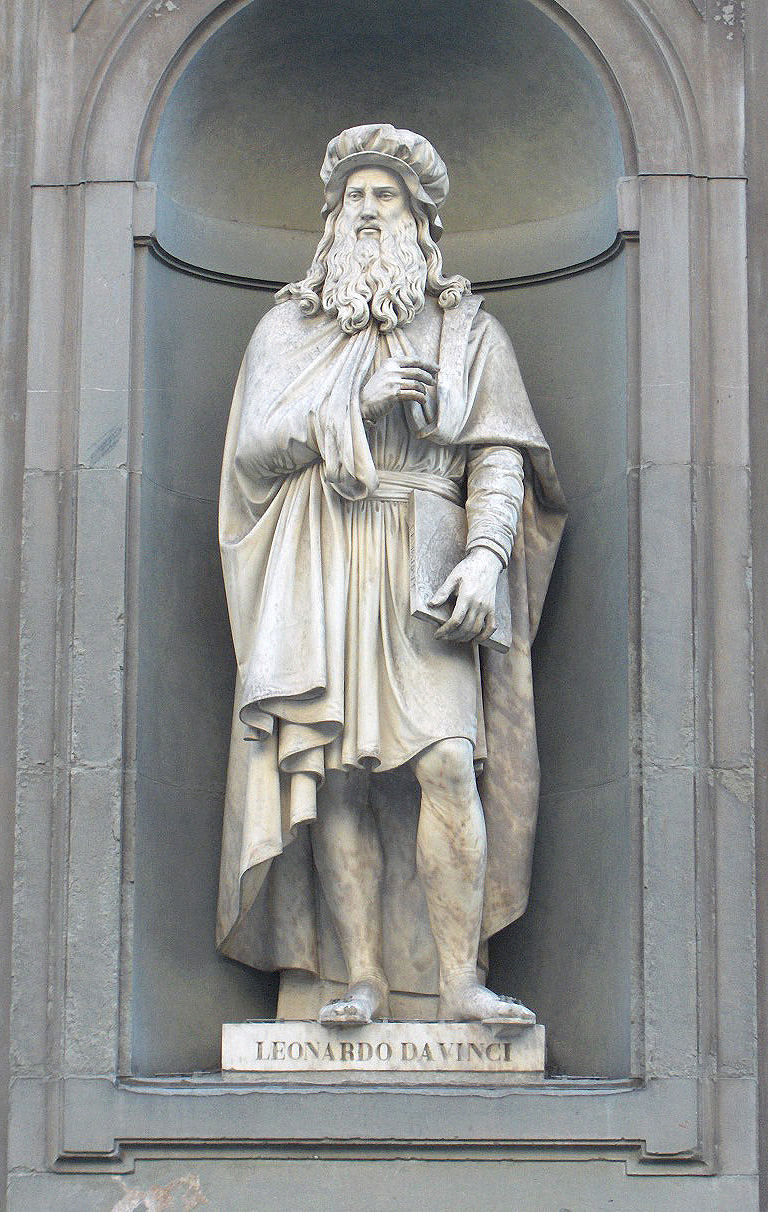
Statua di Leonardo da Vinci, fuori dalla Galleria degli Uffizi a Firenze.

## Caratteristiche fisiche
Le descrizioni e i ritratti si combinano per creare l'immagine di un uomo alto, atletico e molto bello; la lunghezza del suo scheletro misura 173 cm, che per i canoni dell'epoca era più che accettabile. I ritratti indicano che, avanti con gli anni, aveva i capelli lunghi e fluenti cadenti sulle spalle; ancora, mentre la maggioranza dei suoi contemporanei si rasava o teneva comunque la barba corta, ecco che invece la barba di Leonardo raggiungeva il petto.
Il suo abbigliamento viene descritto più volte come essere insolito, originale nella scelta di colori vivaci. L'abbigliamento preferito da Leonardo era quello costituito da una tunica corta e flessibile, del tipo di quelle indossate dai giovanotti. Una tale immagine è stata poi ricreata nella statua che si trova oggi fuori dalla Galleria degli Uffizi.

### Descrizione del Vasari

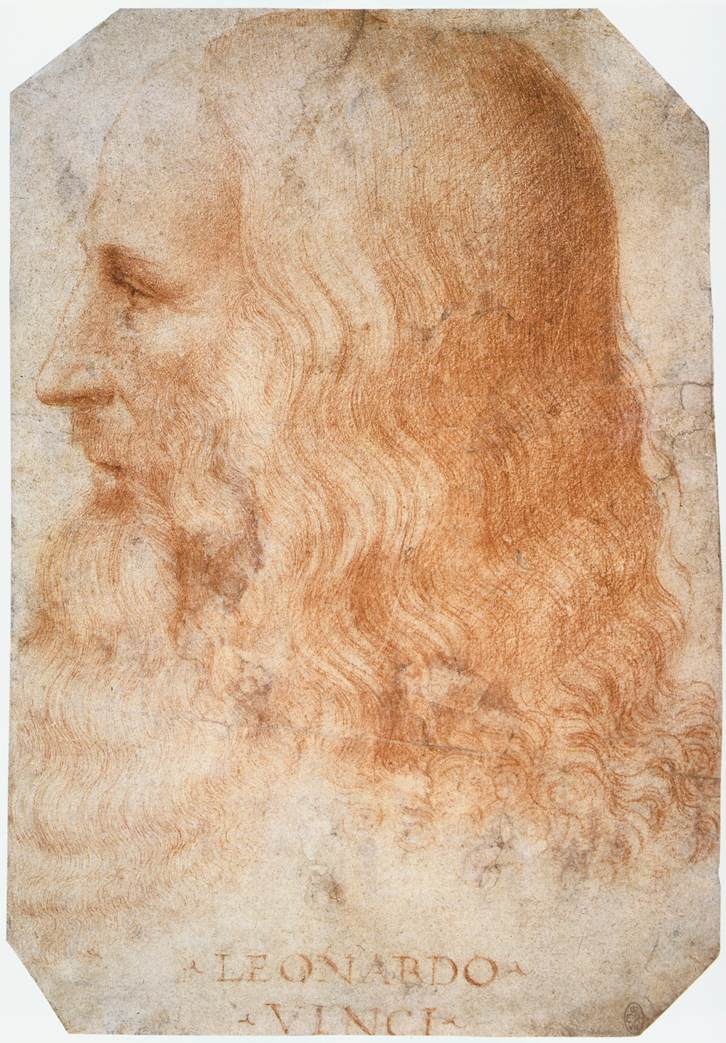
Ritratto di Leonardo (1510), di Francesco Melzi.

Secondo il Vasari:

### Ritratti e autoritratti
Il volto di Leonardo è conosciuto soprattutto da un disegno a sanguigna che pare trattarsi di un autoritratto, vi è tuttavia una certa polemica sull'autentica identità del soggetto, in quanto l'uomo ivi rappresentato sembrerebbe essere di età superiore ai 67 anni vissuti dal genio rinascimentale; una delle soluzioni che sono state avanzate è che lo stesso Leonardo si fosse volutamente fatto un'immagine invecchiata, questo al fine di fornire un modello al dipinto di Raffaello Sanzio intitolato Scuola di Atene (1510) e ove proprio Leonardo vi sarebbe raffigurato come Platone.

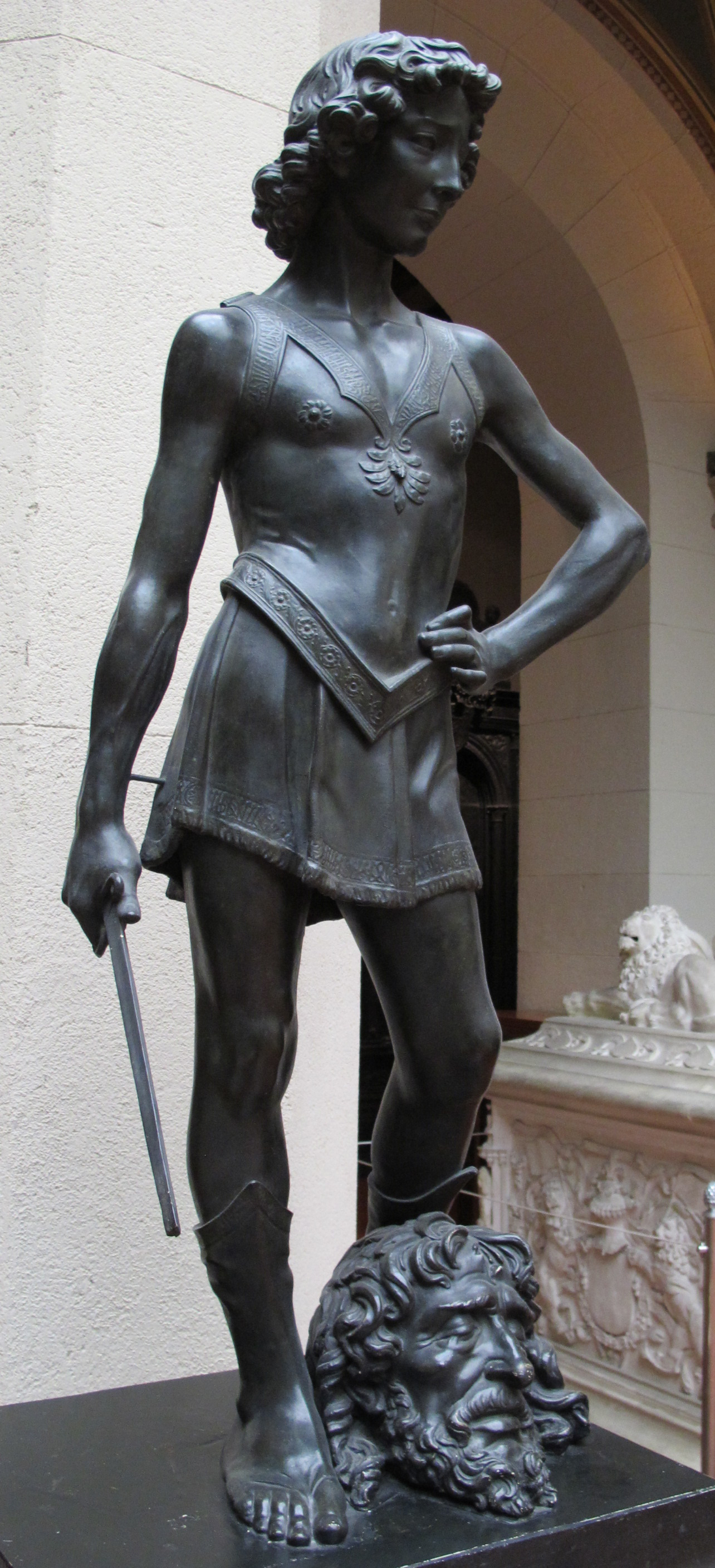
Il David (Verrocchio) rappresenterebbe le fattezze di Leonardo giovinetto.

Un ritratto di profilo che si trova alla Galleria Ambrosiana di Milano è generalmente accettato come essere un'immagine del viso di Leonardo; è raffigurato con una fluente barba e capelli lunghi e sciolti. Proprio quest'immagine è la riproduzione usata come xilografia nella prima edizione delle Vite.
Nel 2008 l'artista Siegfried Woldhek in un discorso alla TED (Technology Entertainment Design) ha proposto, sulla base delle caratteristiche giovanili di Leonardo impresse da Andrea del Verrocchio nella statua del David l'ipotesi ch'egli si sia poi fatto negli anni tre autoritratti: Ritratto di musico (1490), l'Uomo vitruviano e il succitato ritratto in gesso rosso del 1512 chiamato Autoritratto.

### Impronte digitali ricostruite
Nel 2006 l'antropologo Luigi Capassio ha affermato di aver ricostruito le impronte digitali dell'indice sinistro di Leonardo, sulla base di fotografie delle sue impronte su vari documenti passati sicuramente tra le sue mani. Capassio è giunto così alla conclusione che le caratteristiche distintive dell'impronta digitale suggerirebbe la possibilità che la madre di Leonardo, Caterina, fosse di origine mediorientale.
Tuttavia, altri esperti hanno sottolineato che la determinazione dell'etnia sulla base delle impronte digitali rimane inaffidabile, in quanto le varie caratteristiche vengono a sovrapporsi facilmente tra le popolazioni; lo stesso Capassio ha riconosciuto che le caratteristiche digitali non sono univoche tra i vari popoli. In precedenza, già nel 2002 il direttore museale Alessandro Vezzosi aveva ipotizzato che la donna avesse potuto esser stata portata da Costantinopoli in Toscana come schiava turco-ottomana. Rimase comunque un certo scetticismo su queste presunte rivelazioni.
Nel 2006 Vezzosi ha ribadito che la sua ricerca coincideva perfettamente con quella di Capassio, ma ha anche avvertito che la sua teoria non può esser stabilita con certezza in quanto non sono state trovate ancora prove che indichino che Caterina sia stata venduta a Ser Piero in qualità di schiava.

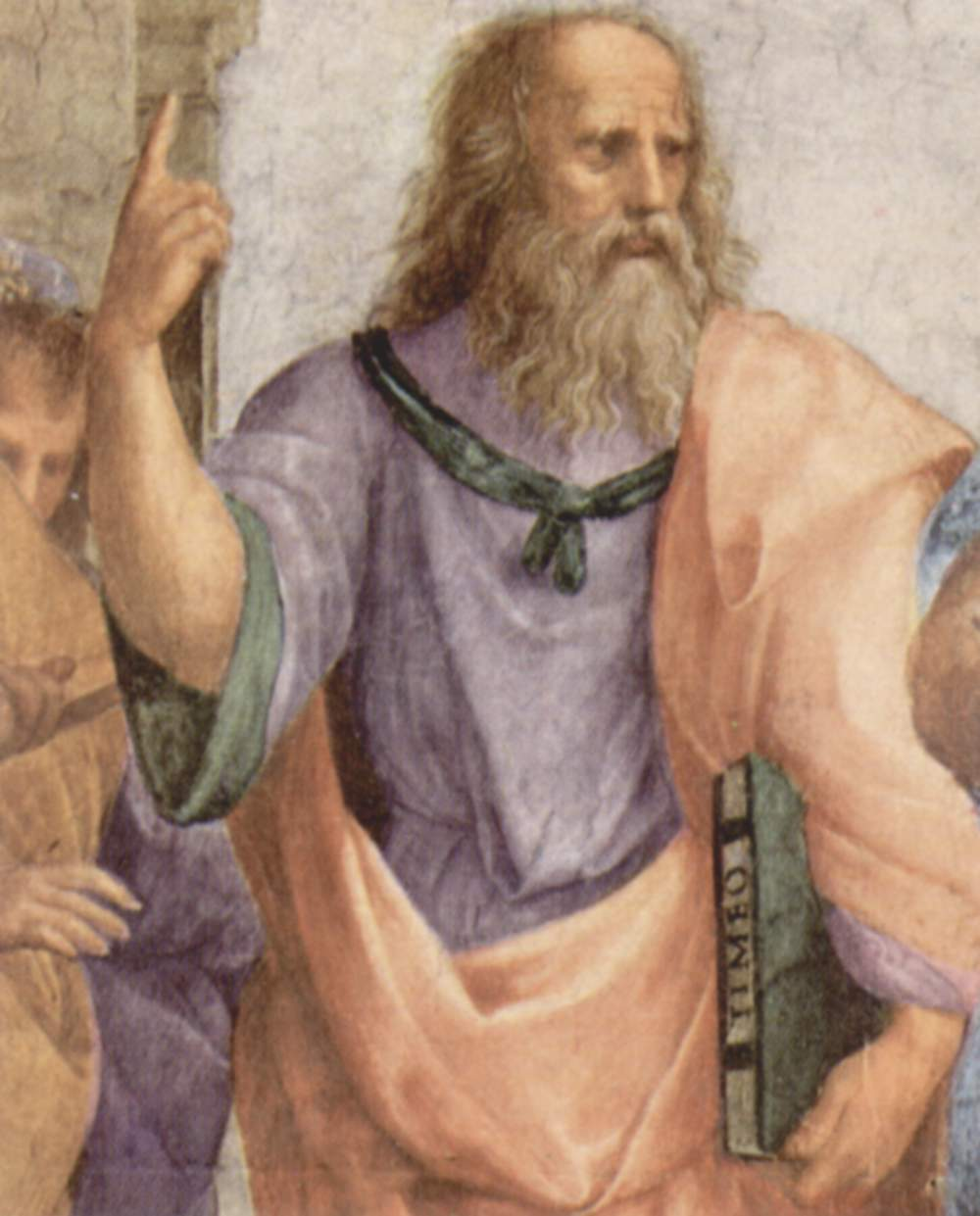
Leonardo da Vinci come Platone, nella Scuola di Atene di Raffaello Sanzio.

## Carattere
Leonardo da Vinci è stato descritto dai suoi primi biografi come un uomo dotato di grande fascino personale, fortemente carismatico, di carattere gentile e generoso, pertanto anche generalmente molto benvoluto dai contemporanei. Sempre secondo il Vasari la sua disposizione d'animo era amabile, un conversatore brillante che affascinò Ludovico il Moro con la sua arguzia; lo descrive come un uomo sorprendentemente bello ed avvenente, ma anche di fisico forte e buono di animo.
Alcune delle convinzioni intime di Leonardo possono essere trovate in una serie di suoi scritti: temi prevalenti sono i pericoli costituiti dalla tronfiaggine e dalla superbia immotivata, dall'appagamento dato dal proprio senso di autostima; descrive inoltre i benefici che si possono ottenere grazie ed attraverso la consapevolezza, l'umiltà e l'impegno costante e indefesso.

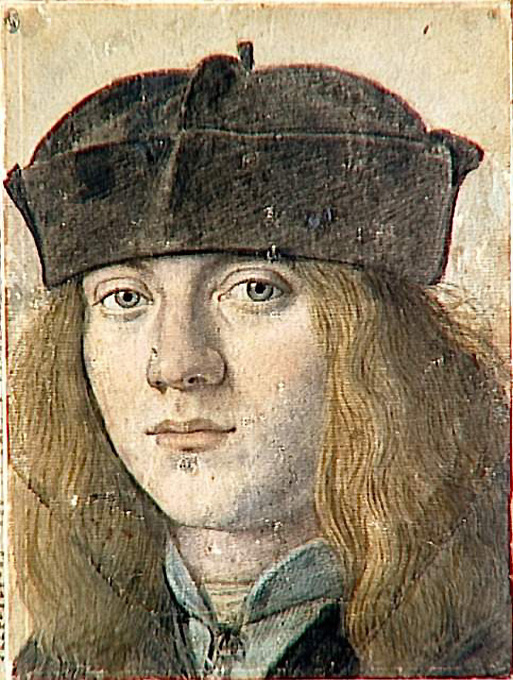
Francesco Melzi.

Pochissimo si sa invece dei rapporti intimi di Leonardo, partendo da ciò che egli stesso ha scritto. Alcune evidenze riguardanti relazioni private intrattenute nel corso del tempo emergono invece sia dai registri storici che dagli scritti dei suoi biografi.

## Relazioni personali
Durante la sua lunga carriera Leonardo ebbe molti allievi, famosi, prima ancora che per la bravura nell'arte per la loro grazia e bella presenza, tra cui Giampietrino, Marco d'Oggiono e Giovanni Antonio Boltraffio, Bernardino Luini e Andrea Solari; ha però mantenuto rapporti di lunga durata soprattutto con due di loro, andati nella sua bottega a lavorare come apprendisti quand'erano ancora dei bambini: questi erano Gian Giacomo Caprotti da Oreno (presentatosi davanti a lui nel 1490 a dieci anni), e il conte Francesco Melzi - figlio di un aristocratico milanese - (nel 1506 a quattordici anni). Quest'ultimo rimase vicino a Leonardo e lo accompagnò fino alla morte.
Gian Giacomo venne soprannominato presto "Salaì" o "il salaino" (contrazione di Saladino) - il nome di uno dei diavoli presenti nel poema Morgante di Luigi Pulci - e intendendo pertanto con questo termine un "piccolo diavoletto"; Vasari lo descrive come un giovane grazioso coi capelli ricci castano scuri: "Prese in Milano Salaí Milanese per suo creato, il quale era vaghissimo di grazia e di bellezza, avendo begli capegli, ricci et inanellati, de' quali Lionardo si dilettò molto; et a lui insegnò molte cose dell'arte, e certi lavori che in Milano si dicono essere di Salaí, furono ritocchi da Lionardo".
Leonardo, come stregato, cominciò subito a fare un elenco delle infrazioni e marachelle commesse dal bambinetto, chiamandolo "ladro, bugiardo, ostinato e ghiottone"; almeno in cinque occasioni gli ha sottratto dei soldi e oggetti di valore per andare subito a sperperarli chissà dove. Nella sua vita dilapidò una fortuna in vestiti e al momento della morte, avvenuta in duello all'età di 43 anni (e poco dopo esser convolato a nozze con una donna di rango superiore che gli aveva portato in dote una somma rispettabile), possedeva ben 24 paia di scarpe di lusso. È a lui che Leonardo aveva lasciato in eredità la Gioconda.
Melzi ha invece accompagnato il maestro nei suoi ultimi giorni in Francia. In una lettera scritta per informare i fratelli di Leonardo del suo avvenuto decesso lo descrive come "un ottimo padre per me"; Melzi ha svolto successivamente un ruolo importante anche come custode dei taccuini di Leonardo, da cui aveva ricevuto l'incarico di prepararli per la pubblicazione.

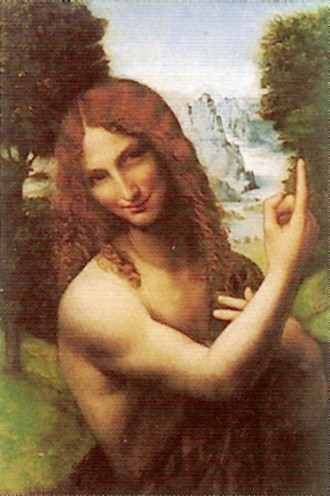
Giovanni Battista col volto di un Salaì adolescente.

### Sessualità
A proposito dei testicoli invece scrive: "Testiculos, testimoni del coito. Questi tengono in sé lo ardire, cioè sono aumentatori dell'animosità e della ferocia..." (De Anatomia, f. B, 13r). In un altro manoscritto si diverte a trovare nomi alternativi e aggettivi per il pene: "Cazzo, nuovo cazzo, cazuole, cazzellone, cazatello, cazata, cazelleria, cazate, cazo in ferigno, cazo erbato, caza vela, pinchellone". (Ar, f. 44v)
Poco si sa della sessualità di Leonardo in quanto, anche se ha lasciato centinaia di pagine autografe, ben poche di queste sono di natura personale. Non ha lasciato lettere, poesie o diari indicanti un qualsivoglia interesse romantico o sentimentale. Non si sposò mai e non può neppure essere affermato con certezza che abbia mai avuto una relazione intima o un rapporto sessuale completo con qualche persona, maschio o femmina che fosse.
Uno dei pochissimi riferimenti che Leonardo fa nei riguardi della sessualità umana nei suoi taccuini è la seguente affermazione: "L'atto del coito e le membra a quello adoprate son di tanta bruttura che, se non fusse la bellezza de' volti e li ornamenti delli opranti e la sfrenata disposizione, la natura perderebbe la spezie umana" (De Anatomia, A, f. 10r).
L'unico documento storico sulla vita sessuale del giovane Leonardo è un'accusa di sodomia attiva intentatagli nel 1476, quando aveva cioè 24 anni ed era ancora lavorante presso la bottega di Andrea del Verrocchio. Il 9 di aprile viene sporta una denuncia anonima, inserita nel "tamburo" - una specie di cassetta per le lettere attaccata al muro di Palazzo della Signoria - che accusa un orafo adolescente (17 anni) e dedito alla prostituzione maschile, un tal Jacopo Saltarelli (a volte indicato anche come modello di artisti) di essere "parte di cose assai miserabili compiute per compiacere le persone che ne fanno richiesta"; si faceva quindi il nome di quattro persone che avrebbero commesso atti di sesso anale col ragazzo: un sarto di nome Baccino, un certo Bartolomeo di Pasquino, Leonardo Tornabuoni - membro dell'aristocratica famiglia dei Tornabuoni - ed il precoce artista di talento Leonardo da Vinci.

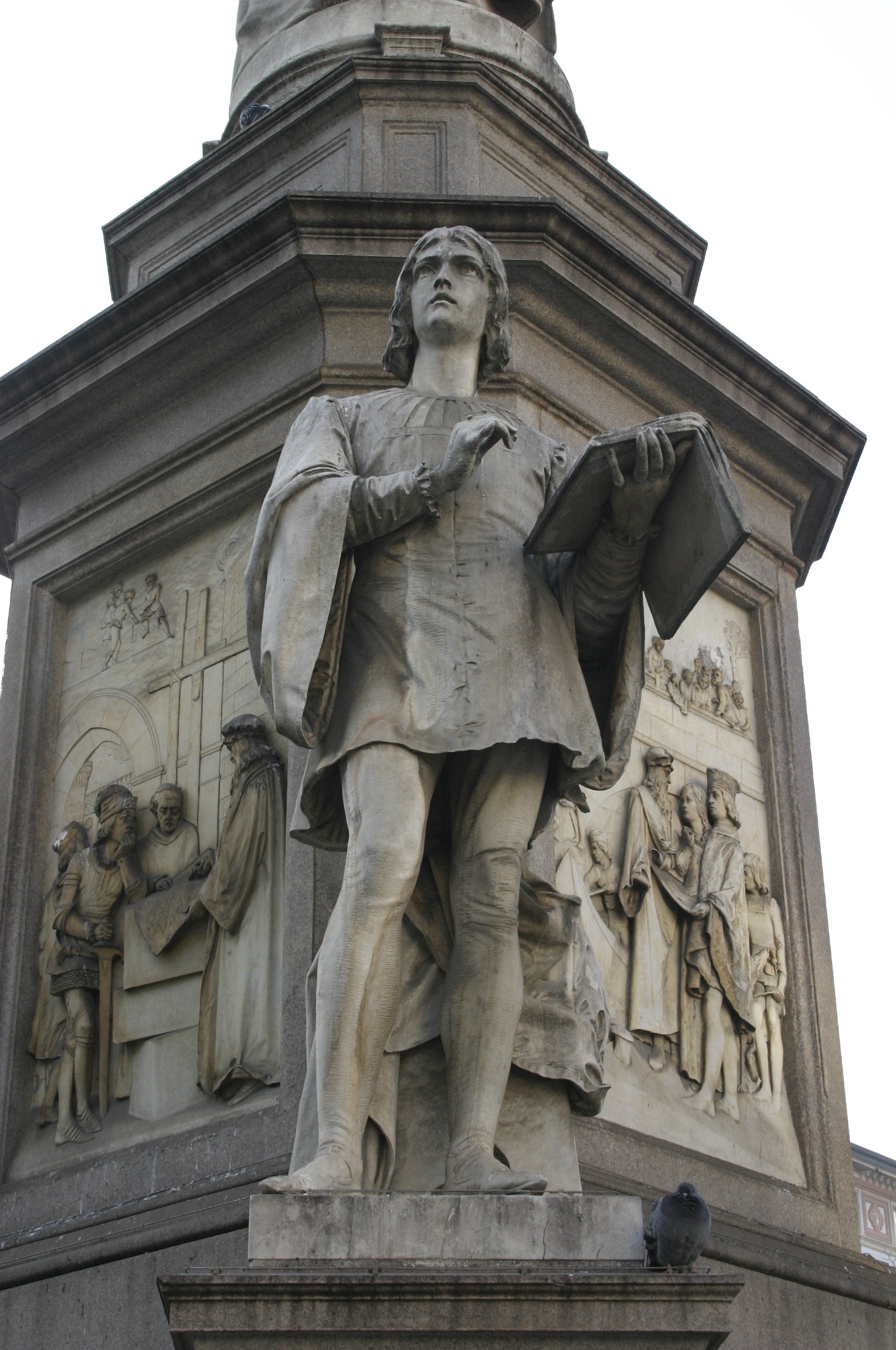
Gian Giacomo Caprotti, alias Andrea Salaino.

Il nome di Saltarelli era già noto alle autorità, perché un altro uomo era stato condannato per sodomia compiuta su di lui all'inizio di quello stesso anno; le accuse in questo caso furono però respinte in quanto non si prendevano in considerazione quelle avvenute per via anonima. La stessa accusa riappare, sempre in forma anonima, il 7 giugno, venendo ancora una volta respinta: il requisito legale per avviare il procedimento penale era difatti che fosse firmata. Tali accuse potevano sì esser fatte in segreto, ma non anonimamente. Si ipotizza anche che, poiché la famiglia di uno degli accusati, i Tornabuoni, era in stretti rapporti con Lorenzo de Medici, fu esercitata una certa pressione affinché la cosa fosse presto archiviata.
La sodomia era (almeno teoricamente) un gravissimo reato, che poteva addirittura condurre alla pena di morte, ma la sua stessa gravità la rendeva altrettanto difficile da dimostrare; nella Firenze del tempo, la pena relativa veniva eseguita molto raramente e l'omosessualità era sufficientemente diffusa e tollerata da rendere la parola Fiorenzen-fiorentina un termine gergale per indicare l'omosessuale in terra tedesca.
Michael White sottolinea il fatto che la volontà di discutere gli aspetti dell'identità sessuale di Leonardo è variata nel corso dei secoli. Il suo biografo quasi contemporaneo Vasari non fa alcun riferimento di sorta alla sessualità dell'artista; tra i biografi del XX secolo si fa esplicito riferimento alla forte probabilità che Leonardo fosse omosessuale; anche se altri hanno poi invece concluso che per gran parte della sua vita mantenne uno stretto celibato.

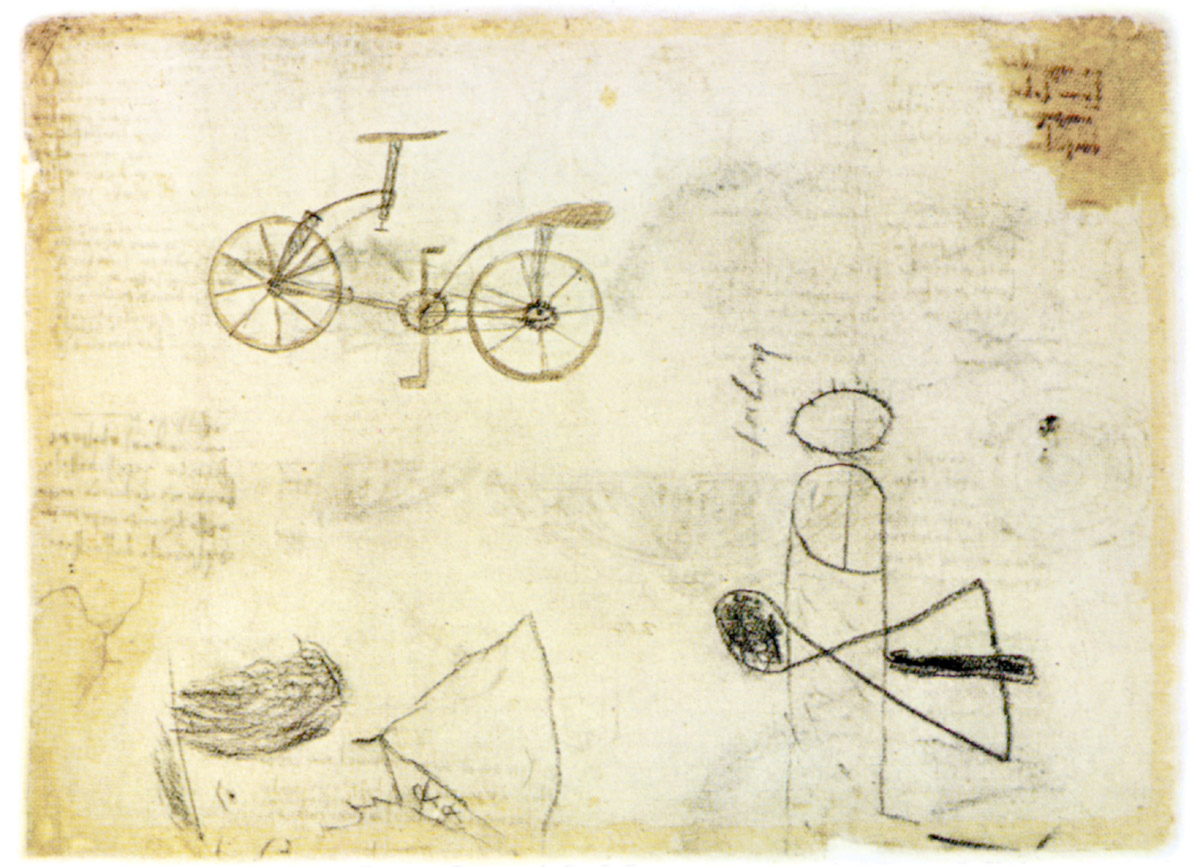
Una pagina del Codice Atlantico dove venne contraffatta la cosiddetta bicicletta di Leonardo; sotto, in basso a destra, si può interpretare un fallo eretto si dirige verso un buco (presumibilmente l'orifizio anale) sopra cui è scritto 'Salaì'.

Elizabeth Abbott, nella sua "Storia del celibato" sostiene che, anche se Leonardo era probabilmente omosessuale, il trauma causatogli dalla denuncia per sodomia lo convertì al celibato per il resto della sua vita. Una posizione analoga, ovvero quella di una forte inclinazione omosessuale passiva ma "casta" appare già nel famoso scritto del 1910 di Sigmund Freud intitolato "Leonardo da Vinci. Un ricordo della sua infanzia"; il fondatore della psicoanalisi sostiene che l'omosessualità di Leonardo fosse latente e che egli non avesse mai realizzato i suoi più reconditi desideri. Il lavoro di Freud, assieme a quelli di altri più recenti che hanno tentato di psicanalizzare Leonardo, viene discusso a lungo nel libro di Bradley Collins "Leonardo, Psychoanalysis and Art History".
Altri autori, invece, sostengono che Leonardo fosse attivamente omosessuale: David M. Friedman sostiene che i taccuini mostrano una preoccupazione ed interesse costanti rivolti nei confronti degli uomini, dei corpi e delle funzioni maschili, ove le donne sono invece clamorosamente assenti; della stessa idea è anche lo storico dell'arte Kenneth Clark il quale dichiara che Leonardo non rinunciò mai alla propria vita omosessuale.
Michael White, in "Leonardo: il primo scienziato" dice che probabilmente il processo che rischiò di subire in gioventù lo fece diventare molto più prudente, tenendolo sulla difensiva, ma che non lo dissuase affatto dall'avere relazioni intime con altri uomini: "non vi è dubbio che Leonardo rimase un omosessuale praticante". Nella biografia di White sono suggeriti altri rapporti intimi che egli avrebbe avuto, con un uomo di nome Fioravante di Domenico e con un giovane gentiluomo, Bernardo di Simone.
Il dipinto San Giovanni Battista (1508-13 circa) è spesso citato come prova indiziaria del fatto che Leonardo fosse omosessuale. Vi è anche un disegno erotico di "Salaì" noto come "L'Angelo incarnato" (ma forse di mano dello stesso Leonardo), che mostra una figura del tutto simile a quella del dipinto raffigurante il Battista, ma con in aggiunta una vistosa erezione. Questo era parte di un certo numero di disegni di simile fattura contenuti una volta nella collezione reale britannica (British Royal Collection), ma andati in seguito dispersi.
Questo disegno in particolare che, come detto, mostra una figura angelica con un fallo eretto è stato riscoperto in una collezione tedesca solo nel 1991; pare proprio, a tutta prima, una satira del dipinto leonardesco raffigurante il Battista. Lo stesso dipinto è stato copiato da molti tra i seguaci di Leonardo, tra cui anche Salaì; il disegno potrebbe essere di un allievo, forse dello stesso Salaì, in quanto sembrerebbe esser stato disegnato con la mano destra piuttosto che con la sinistra (e Leonardo era mancino), il che conduce ad una forte somiglianza proprio con la copia fatta da Salaì del dipinto.
Pare infine che Leonardo non disdegnasse neppure di scrivere sui suoi taccuini storielle a sfondo sessuale o disegnare coiti eterosessuali nei suoi studi anatomici. Disegnò pure ragazzi col pene in erezione e strane figure allegoriche che poi vennero distrutte. Nel '500 il pittore-scrittore Giampaolo Lomazzo fece però a tempo a vederle e a descriverle: "Uno dei quali era bellissimo fanciullo, co'l membro in fronte e senza naso, e con un'altra faccia di dietro della testa, col membro virile sotto il mento, e l'orecchie attaccate a i testicoli, le quali due teste havevano le orecchie di fauno; e l'altro mostro aveva in cima del naso il membro.

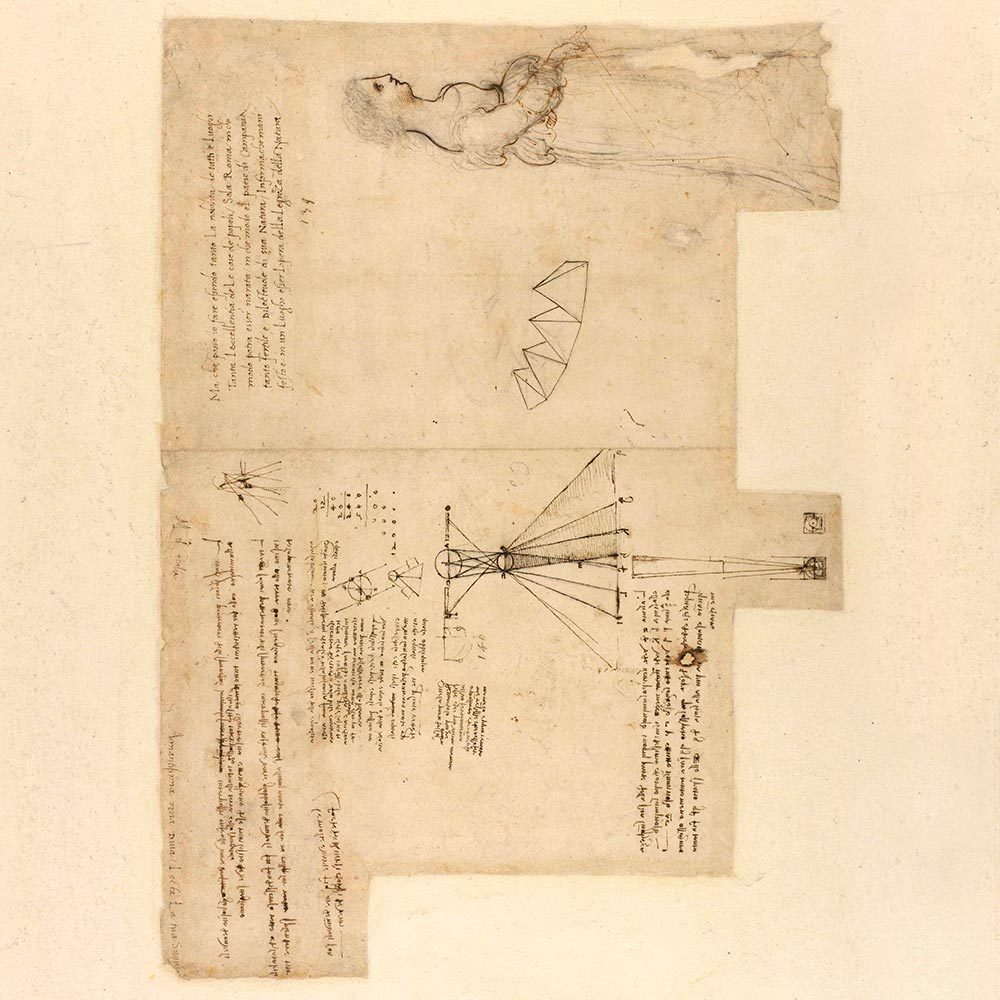
Foglio del Codex Atlanticus con Elogio di Roma e intestazione alla "Magnifica donna Cecilia".

Un foglio del Codice Atlantico, piegato in due, presenta sul lato destro un elogio poetico delle bellezze naturalistiche di Roma, con uno schizzo di figura femminile a margine, mentre sul lato destro, sotto svariati appunti di aritmetica, compare a margine (capovolto rispetto all'elogio) quello che sembrerebbe un abbozzo di lettera, mutilo: "Magnifica donna Cecilia...Amantissima mia diva, lecta la tua su[avissima]...". Per via dell'epiteto nobiliare di "Magnifica", la donna intestataria è comunemente identificata nella contessa Cecilia Gallerani, giovanissima amante di Ludovico il Moro. Sulla base di questi elementi, lo storico dell'arte Raymond Stites sostenne (1970) che Leonardo si fosse invaghito di Cecilia mentre la ritraeva, e che i due avessero intrapreso una relazione clandestina, immaginando che l'elogio delle bellezze di Roma potesse essere un invito di Leonardo a Cecilia a raggiungerlo. Ma lo storico Luca Beltrami già decenni prima (1920) aveva smentito la possibilità di una relazione fra i due, facendo presente che le parole utilizzate non hanno un vero e proprio significato amoroso, e che il tono confidenziale è giustificato dalla giovanissima età della contessa: "amantissima diva è ben diverso di amatissima, giacché non si riferisce ad una passione che il pittore volesse esternarle, ma alla passione che questa nutriva per Lodovico il Moro: e nemmeno si può intravedere una anormalità nella definizione di suavissima, attribuita ad una lettera che la giovinetta avrebbe rivolto al pittore. Il solo indizio che potrebbe lasciare sospettare una eccessiva intimità risiederebbe nella forma confidenziale tua suaviss. ma anche di questo particolare — quando si tengano presenti le condizioni di fatto si troverà la spiegazione: già l'età « imperfetta » di Cecilia , che forse non toccava i diciassette anni, poteva autorizzare quel tono confidenziale in chi si trovò lungamente al di lei fianco per ritrarre i minuti particolari del viso [...]" Egli ipotizzò piuttosto che Cecilia avesse chiesto a Leonardo notizie su Roma e sui territori circostanti, di cui l'elogio delle bellezze di Roma costituirebbe la risposta. Più recentemente (2000), anche altri storici hanno confermato il significato non erotico dell'epiteto "amantissima", che nelle lettere dell'epoca veniva di frequente rivolto alla madre, al padre, ai figli e più in generale ai parenti o ai signori, col significato di "affezionatissima". D'altronde la figura di donna disegnata sul foglio, che Raymond Stites identifica con Cecilia Gallerani (e così moltissimi altre figure femminili presenti nel codice), e più genericamente indicata da Carlo Predetti come figura di "una dama in piedi". Marie Herzfeld notò che la stessa scritta non può essere attribuita con certezza a Leonardo, sebbene così facesse Luca Beltrami. Ma già Antonio Favaro aveva negato la paternità leonardesca di quelle scritte, sostenendo che il foglio (riutilizzato da Leonardo per i propri appunti, secondo una pratica a lui consueta) fosse stato sottratto alla cancelleria ducale, e che dunque l'intestazione a Cecilia fosse in verità di mano di segretario e dettato dallo stesso Ludovico il Moro per la propria amante. Giuseppina Fumagalli giudicò fantasiosa questa ricostruzione e, prima di Stites, sostenne l'ipotesi di una relazione tra i due. Tale ipotesi però è superata dalla critica più moderna e specificamente da Carlo Vecce (2022), il quale descrive così la minuta di lettera in questione: «l'inizio di una lettera databile a Roma intorno al 1514, indirizzata a una "Magnifica Cecilia", che potrebbe essere la Gallerani, e scritta da un letterato amico di Leonardo che per celebrare le bellezze di Roma e della Campania trascrisse un brano del terzo libro della Storia naturale di Plinio il Vecchio tradotta da Cristoforo Landino (C.A., f. 816r)».

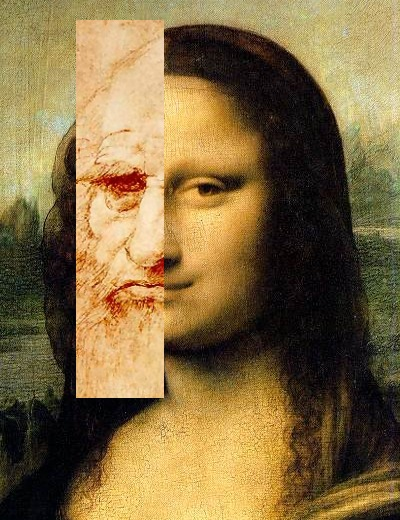
È una donna o un uomo?

#### "Mona Lisa" (Donna Lisa) uguale a "Mon Salaì" (Mio Salaì)?
Nel corso dei secoli sono state innumerevoli le ipotesi riguardanti l'autentica identità e il significato da dare all'enigmatico sorriso della Gioconda; suggestive sono quelle che giungono da una riflessione dell'autore Jean Luc Hennig e da una ricercatrice francese, Sophie Herfort: entrambe hanno a che vedere con la sessualità di Leonardo e con Salaì.
Secondo Hennig quel sorriso inesplicabile, equivoco, arcaico o eginetico (il sorriso caratteristico dei guerrieri raffigurati nelle sculture di Egina), dissimulerebbe la natica di un ragazzo: girando il quadro a 90° e incorniciando unicamente il sorriso, ecco che la spina dorsale corrisponde alla riga delle labbra e l'angolo della bocca a due globi carnosi, i glutei di Salaì. Nei suoi taccuini Leonardo dice che un dipinto è più bello se veduto in uno specchio; ora, se quel sorriso inclinato a 90° viene riflesso su uno specchio ecco che viene a rappresentare due schiene, cioè l'immagine e il suo riflesso. Quelle labbra così enigmatiche nasconderebbero dunque i glutei di due ragazzi.
Leonardo disegnò un gran numero di nudi maschili, con una certa predilezione per fianchi, natiche e cosce; le donne lo interessavano invece per il volto il busto e le mani. Ha ingegnosamente fatto scivolare gli uni nelle altre, dissimulando così un ragazzo in una donna e trasponendo una natica in un sorriso? Già Marcel Duchamp nel 1919 incolla su quelle labbra un paio di baffi e un pizzetto e vi scrive sopra la formula L.H.O.O.Q. ovvero "elle a chaud au cul" (lei ha caldo al culo), metafora per dire "è eccitata".

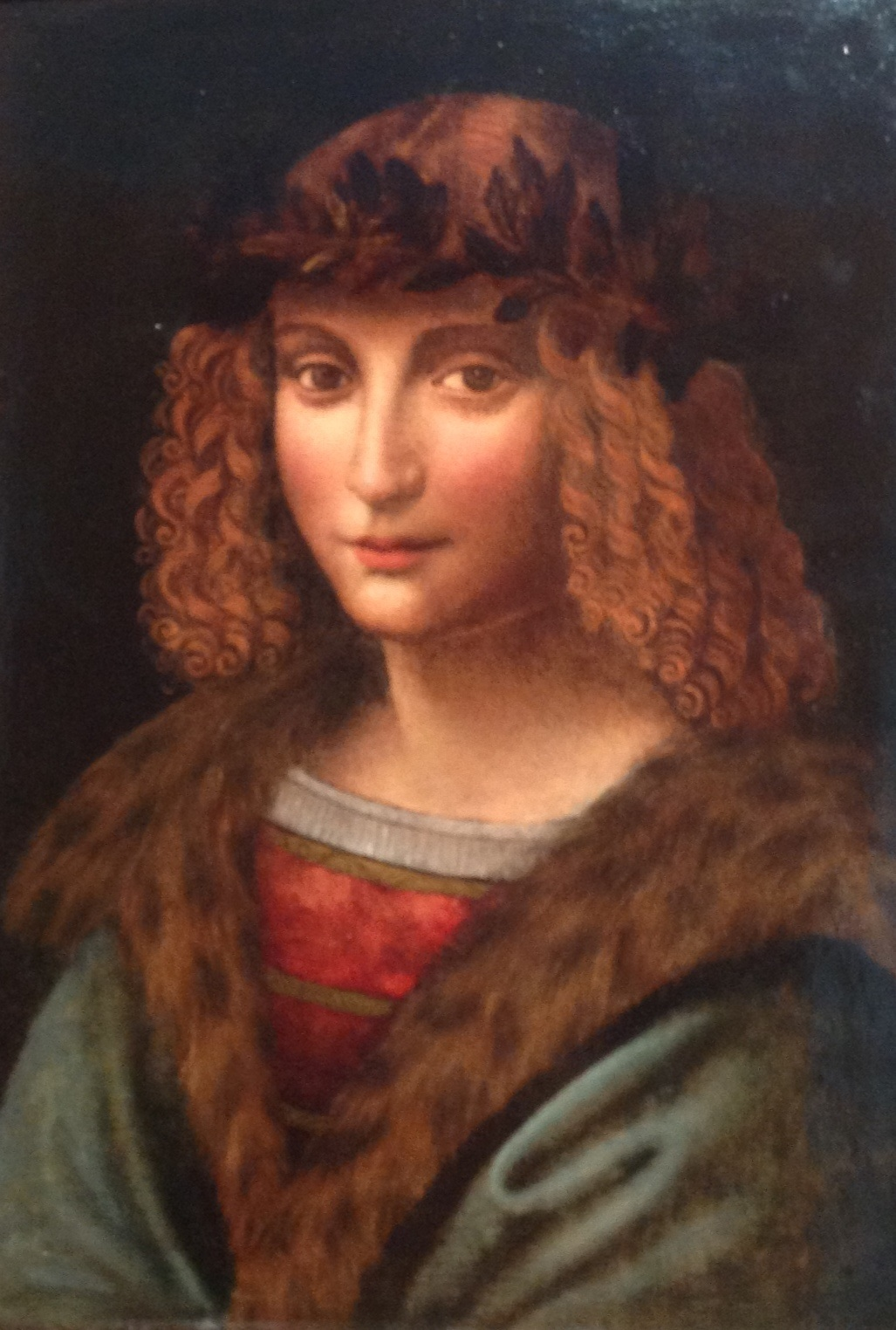
Ritratto di Salaì, guance paffutelle arrossate, accenno di sorriso e boccoli ricci castani.

### Patroni, amici e colleghi
Leonardo da Vinci aveva un certo numero di potenti mecenati, tra cui anche, da un certo momento in poi, il re di Francia. Ha inoltre avuto, nel corso degli anni, un gran numero di seguaci e allievi.
- Tra i suoi mecenati sono inclusi i Medici, Ludovico Sforza e Cesare Borgia, al cui servizio ha trascorso gli anni tra 1502 e il 1503, e il re Francesco I di Francia.
- Ha avuto rapporti di lavoro con altri due scienziati di rilievo, Luca Pacioli e Marcantonio della Torre, ed era molto amico di Niccolò Machiavelli.
- I fratelli de Predis che collaborarono alle due stesure della Vergine delle Rocce, la Vergine delle Rocce (Parigi) e la Vergine delle Rocce (Londra) soprattutto Giovanni Ambrogio de Predis.
- Con Michelangelo Buonarroti, più giovane di 23 anni, i rapporti rimasero sempre tesi e ambivalenti, avendo i due caratteri diametralmente opposti.

## Molteplicità d'interessi[53]

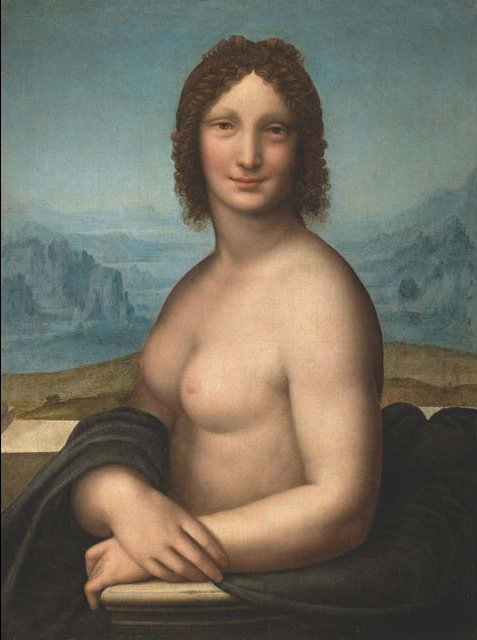
Monna Vanna, di Gian Giacomo Caprotti alias Andrea Salaino.

Giorgio Vasari dice del giovane Leonardo: "Sarebbe stato molto abile se non si fosse dimostrato così volubile, perché s'imponeva sempre d'imparare una moltitudine di cose la maggior parte delle quali poi abbandonava dopo poco tempo". Il padre, rendendosi presto conto del talento posseduto dal figlio, mandò in visione alcuni dei suoi disegni al conoscente Andrea del Verrocchio il quale gestiva all'epoca uno dei laboratori artistici più grandi e rinomati dell'intera Firenze; Leonardo viene accettato per fare l'apprendistato e "ben presto si rivelò esser un geometra di prima classe".
Tra i suoi primi dipinti i più conosciuti e rinomati sono l'Annunciazione, l'angelo posto in basso a sinistra che dipinse nel Battesimo di Cristo assieme al paesaggio sullo sfondo e la tavoletta della predella raffigurante l'Annunciazione 598 originariamente parte della Madonna di Piazza del collega Lorenzo di Credi.
La diversità d'interessi di Leonardo, rimarcato dal Vasari come esser parte evidente del suo carattere fin dalla prima infanzia, viene ben espresso nei taccuini i quali annotano le sue osservazioni scientifiche della natura, la sua meticolosa dissezione - da un certo momento in poi - dei cadaveri per scoprire i misteri riguardanti l'anatomia umana, i suoi esperimenti con macchine atte al volo, ma anche opere ingegneristiche e strumenti bellici, i suoi studi di geometria e i suoi progetti di architettura, così come promemoria personali e scrittura creativa (comprese anche alcune favole): il tutto mescolato assieme.

### Capacità musicali

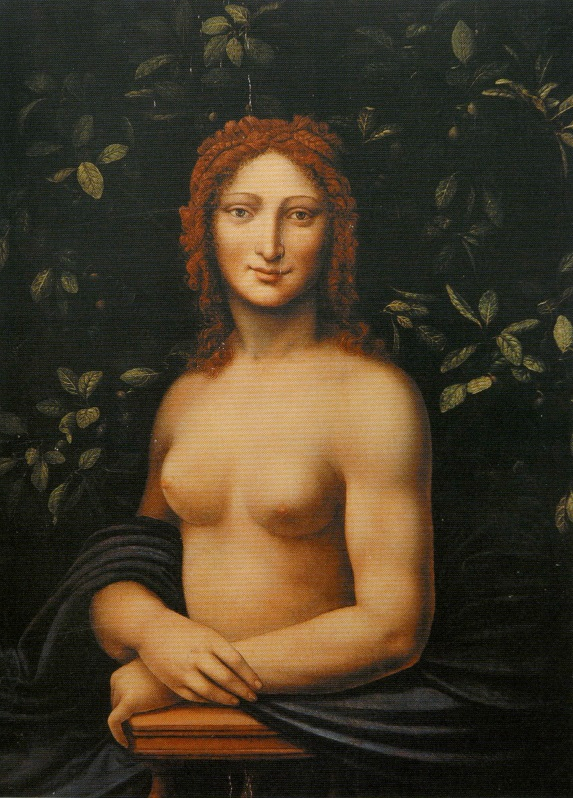
Altra versione di Monna Lisa nuda col viso di Salaì

Risulta dalla descrizione che ne fa Vasari che Leonardo imparò da bambino a suonare la lira e che aveva molto talento per l'improvvisazione. Nel 1479 creò una lira a forma di testa di cavallo, fatta per lo più d'argento aveva una tonalità risonante. Lorenzo de' Medici ha visto questo lira e, desiderando migliorare il suo rapporto con Ludovico Sforza, mandò Leonardo a Milano per fargliene dono.

### Amore per la natura
Leonardo ha sempre amato la natura. Uno dei motivi è stato certo a causa dell'ambiente in cui ha vissuto durante l'infanzia. Vicino alla sua casa vi erano montagne, alberi e fiumi. C'erano anche molti animali. Questo contesto gli ha dato l'occasione ideale per studiare la zona circostante; questo può anche averlo incoraggiato ad avere interesse per la pittura.

### Vegetarianismo

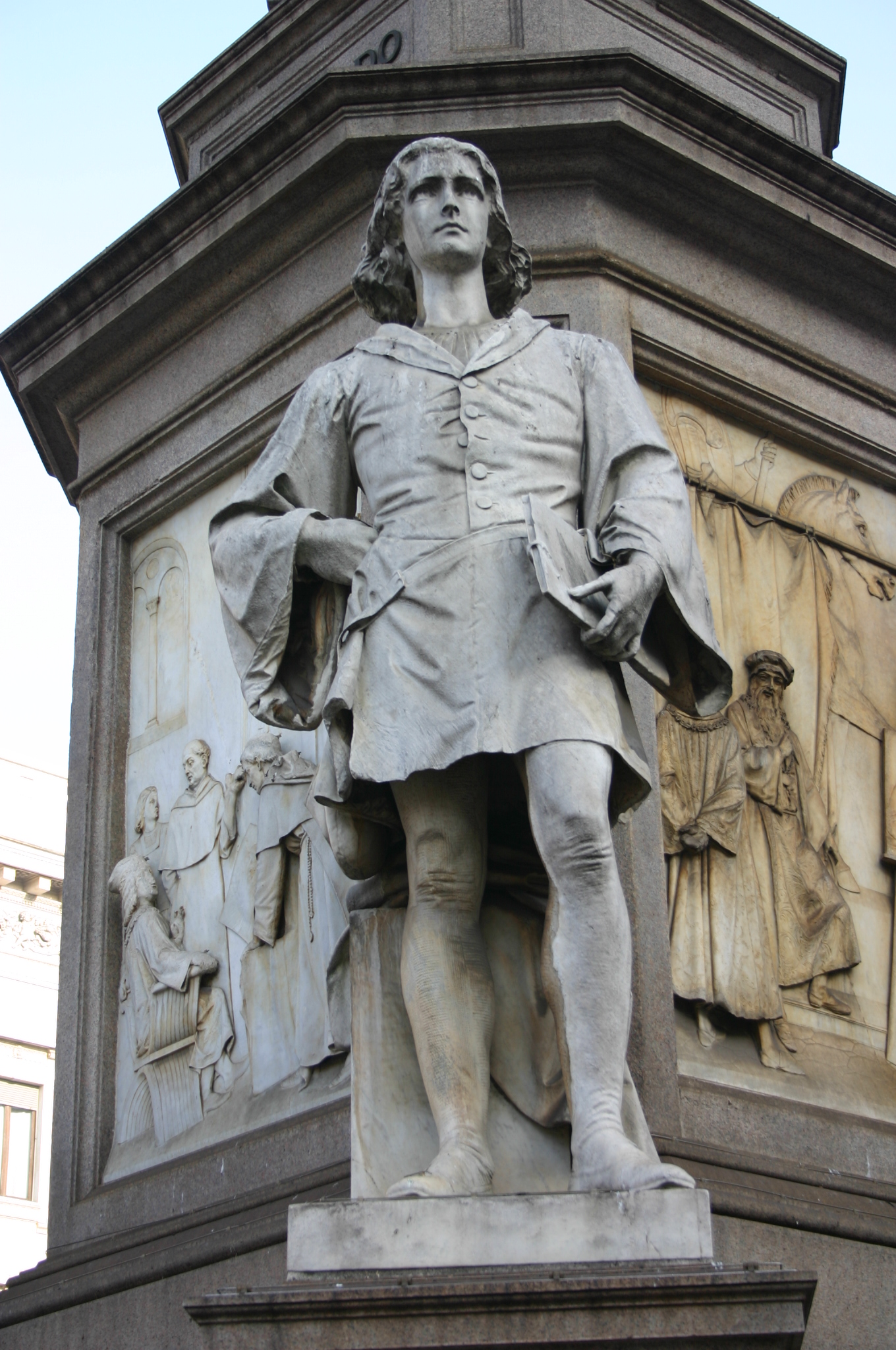
Marco d'Oggiono, allievo di Leonardo.

L'amore di Leonardo nei confronti degli animali in generale è stato documentato sia dai racconti dei contemporanei che dalle prime registrazioni biografiche, ma anche dai suoi stessi taccuini. Fatto anche abbastanza notevole per il periodo in cui visse, ha anche messo in dubbio la moralità di mangiare animali quando non ve ne fosse stata una stretta necessità per mantener la salute. Dichiarazione vergate di suo pugno ma anche commenti dei contemporanei hanno portato il diffondersi della capacità dell'opinione che seguisse il vegetarianismo.
La sola idea di permettere inutili sofferenze era importante per lui. Vasari racconta, come esempio del suo grande amore nei confronti degli animali, come quando a Firenze passando davanti alle gabbie degli uccelli messi in vendita li avrebbe comprati per poi liberarli, lasciandoli volare via e donando così interamente la libertà che spettava loro per diritto naturale.
Che questo rifiuto d'infliggere inutile dolore fosse tale da averlo condotto ad essere vegetariano lo si può desumere anche da un riferimento contenuto in una lettera inviata da Andrea Corsali a Giuliano de' Medici duca di Nemours, il terzo figlio di Lorenzo de' Medici, in cui dopo avergli raccontato di una razza indiana chiamata Gujarati i quali non mangiano nulla che abbia contenuto sangue né permettono alcuna offesa recata a qualsiasi creatura vivente, egli aggiunge "come il nostro Leonardo da Vinci".
Ma è lo stesso Leonardo a parlare di coloro che, per gratificare il palato, si riducono a diventare una tomba per altri animali.
Tuttavia è bene ricordare che alcune liste della spesa pervenute ai giorni nostri e direttamente compilate da Leonardo per i suoi domestici, includono anche carne e uova.

### Armi e guerra
Ci si potrebbe interrogare sulle preoccupazioni di Leonardo nei riguardi della vita umana, visti i suoi disegni bellici che presentano armi impressionanti per grandezza e capacità offensiva (nessuna delle quali è stata però poi mai prodotta effettivamente). È possibile menzionare l'ipotesi che la sua capacità d'ideare armi sia stata da lui utilizzata per aiutarlo nella ricerca di potenti mecenati. Per usare le sue stesse parole "quando si trova assediata da tiranni ambiziosi occorre che la città trova mezzi di offesa e di difesa al fine di preservare il dono fondamentale datole dalla natura, che è la libertà".
Ha fatto d'altra parte anche riferimento alla guerra come una "pazzia bestialissima", la peggiore tra le follie umane; o ancora "uomo, rifletti sul fatto che si tratta di un atto infinitamente atroce quello di togliere la vita agli altri uomini".